# Michael Czerny
Michael Czerny   (Brno, 18 de juliol de 1946) S.J. és un sacerdot jesuïta catòlic romà canadenc,la seva tasca del qual a Amèrica Llatina, Àfrica i Roma ha estat en promoció la justícia social.
L'1 de setembre de 2019, el papa Francesc va anunciar que el convertiria en cardenal el 5 d'octubre de 2019 i li va confiar la gestió ordinària del Dicasteri per a la promoció del desenvolupament humà integral com a Prefecte ad interim a partir de l'1 de gener de 2022. El 23 d'abril del 2022 va ser confirmat com a Prefecte.

## Biografia
Michael Czerny va néixer a Txecoslovàquia el 1946. Després de la seva graduació de 1963 a la Loyola High School de Mont-real, Czerny va ingressar als jesuïtes. El 9 de juny de 1973 va ser ordenatsacerdot a la província jesuïta del Canadà a Ontario. Va obtenir el seu doctorat en estudis interdisciplinaris a la Universitat de Chicago el 1978.
El 1979, Czerny va fundar el Fòrum Jesuïta per a la fe social i la justícia a Toronto, que va dirigir fins al 1989. Després va ser vicepresident de la Universitat Centre-Americana de San Salvador i director del seu Institut de Drets Humans. Des del 1992 fins al 2002, Czerny va exercir a la Secretaria de Justícia Social i Ecologia de la cúria general dels Jesuïtes a Roma. El 1992 va fundar la Xarxa Africana dels Jesuïtes contra la SIDA mentre feia classes al Hekima University Collegede Nairobi fins al 2005. Del 2005 al 2010 va impartir classes al Hekima University College de Nairobi. El 2009 va argumentar que els preservatius eren ineficaços per prevenir la propagació del VIH a la població general d'Àfrica, malgrat el seu èxit "fora d'Àfrica i entre els subgrups identificables (per exemple, prostitutes, homes gai)".
Del 2010 al 2016 Czerny va treballar al Consell Pontifici per a la Justícia i la Paucom a consultor del cardenal Peter Turkson.
El 14 de desembre de 2016, el papa Francesc el va nomenar sots-secretari de la secció de migrants i refugiats del Dicasteri per a la promoció del desenvolupament humà integral, efectiu l'1 de gener de 2017. En parlar de la seva nova posició, va anomenar la migració «un dels més importants i imperiosos fenòmens humans dels nostres temps», i afegí: «No hi ha gairebé cap lloc al planeta que no es toqui amb aquest fenomen. De fet, tot i que molts no en són conscients, hi ha més persones que es mouen a Rússia i la Xina avui que en cap altra part del món.» A l'octubre de Francis el va nomenar membre de la votació de l'edició d'octubre 2018 Sínode dels Bisbes sobre la gent jove, fe i discerniment vocacional.
A l'octubre de 2018, va dir que la retòrica usada per descriure la migració i els moviments de refugiats era enganyosa. Va dir: «No és una crisi. Són una sèrie de administracions errònies i de polítiques pobresi manipulacions interessades per ells mateixos. Els números que parlem, fins i tot a escala total, no són gens fantàstics.»
El 4 de maig de 2019, Francesc el va nomenar un dels dos secretaris especials per al sínode de bisbes d' octubre de 2019 per a la regió panamazonesa.
L'1 de setembre de 2019, el papa Francesc va anunciar que el convertiria en cardenal el 5 d'octubre de 2019. Fitzgerald es va sorprendre de l'anunci, que va sentir a Guararema, Brasil, mentre preparava el sínode.
El desembre de 2021, el papa Francesc accepta la dimissió de Peter Tuckson a Ghana, Michel Czerny el substitueix a Ghana per interí. El papa el va confirmar com a Prefecte el 23 d'abril del 2022 per a un període de cinc anys.
El 2021 va publicar en italià 'Fraternità segno dei tempi. Il magistero sociale di Papa Francesco', sobre l'encíclica Fratelli tutti del Papa Francesc, qui fa el pròleg al llibre.
El març del 2022, després de la invasió russa d'Ucraïna, el papa Francesc el va enviar juntament amb el cardenal Krajewski, l'Almoiner papal, amb ajuda humanitària a Ucraïna. Aquesta missió, que va constar de diferents viatges, va ser considerada com a una iniciativa gens habitual dins la diplomàcia vaticana.